# Küchelberg
Der Küchelberg ist ein langgezogener Hügel im Burggrafenamt in Südtirol, der als südöstlichster Ausläufer der Texelgruppe den Meraner Talkessel im Etschtal nordseitig begrenzt und den Ausgang des Passeiertals westseitig begleitet. Der Siedlungen der Gemeinde Tirol Platz bietende Rücken weist von seinem untersten Abschnitt, dem etwa 350–400 m hoch gelegenen Zenoberg direkt über der Meraner Altstadt, bis zum Ortszentrum von Dorf Tirol auf 590 m nur mäßige Steigungen auf, ehe das Gelände steil zur Mutspitze ansteigt. 
Der an den Meran zugewandten Hängen vom Tappeinerweg durchzogene Küchelberg gilt als eines der wichtigsten Naherholungsgebiete der Stadt. Seit den 1940er Jahren ist an seinem Südostende der Segenbühel (514 m s.l.m.) durch den Panoramalift Meran–Dorf Tirol erschlossen.
Der Gegendname ist 1325 ersturkundlich als Chuechelperch sowie 1400 als Küchlperg bezeugt. Im November 1809 war der Küchelberg Schauplatz eines Gefechts des Tiroler Volksaufstands (Schlacht am Küchelberg).
2020 begann der Bau einer Untertunnelung des Küchelbergs, um Passeier direkt mit der Schnellstraße MeBo zu verbinden und den städtischen Durchzugsverkehr Merans auf diese Weise zu entlasten.